# 中大學生報情色版事件
中大學生報情色版事件是指香港中文大學學生會旗下的《中大學生報》，因為其「情色版」的內容受到報章報導而於2007年5月所引發的一連串事件。事件主要環繞學生對性的態度、香港中文大學的處理手法及教育方法，以及出版自由和言論自由等議題。這件事件除了影響《中大學生報》的後續出版工作外，也影響了後繼的香港網路文化以及報章進行自我審查的情況，並促使香港特別行政區政府對《淫褻及不雅物品管制條例》進行檢討。
自1987年起，香港便實施了《淫褻及不雅物品管制條例》，規管「內容屬於或含有淫褻或不雅資料（包括暴力、腐化或可厭的資料）的物品」，並訂立相關罰則。在2007年5月6日，中大神學院的兩名學生黃達威和馮子釗向各大報章投訴《中大學生報》情色版的內容，使得次日有三份報章指摘《中大學生報》的內容不道德及過分露骨，藉此抨擊當今大學的道德教育。5月8日各大媒體也開始聚焦於是次事件，焦點則轉移至2007年2月號的問卷上，因為其部分問題有關近親性行為及人獸交，而這觸及了社會對性的禁忌。於是相關內容便引起各界討論及爭議，影視及娛樂事務管理處也收到了不少市民的投訴。校方在5月10日召開了有關是次事件的裁決小組；而《中大學生報》的編委則因校方拒絕他們的要求，故決定抵制之。
同日《中大學生報》編委為此舉辦了首次論壇對公眾解釋。也有回應觀眾的發問。在首次論壇臨近結束時校方對全體編委發出警告信，並要求《中大學生報》須停止出版，不過5月份的《中大學生報》只是延遲出版。此外當天涉事《中大學生報》亦被送往淫褻及不雅物品審裁處（以下簡稱淫審處）進行評審，經1至2日後初步評定為「不雅」。這時社會始出現支持《中大學生報》的聲音，指審裁處或校方的做法有違學術自由或出版自由；但反對聲音亦有之，反方認為《中大學生報》有違道德及低俗。之後他們也在旺角西洋菜街舉辦第二次論壇，吸引了約300名正反方人士出席，並在論壇承認他們於是次事件的處理上有不足之處，但仍堅持該調查的理念及宗旨沒有錯。除此之外，《中大學生報》編委也先後出席了討論是次事件的直播節目。
《中大學生報》2、3月號及網上版1、2月號在5月15日暫定為「不雅」，引來網民以投訴經典著作的方式抗議。《明報》也因引用《中大學生報》情色版作討論，而於5月22日暫評不雅。《中大學生報》編委在與校方相討有關跟進工作後，向東區法院提出覆核要求。《明報》在暫評不雅後也提出之，相關聆訊在7月6日展開。及後由於《中大學生報》的代表律師稱淫審處的審理方式有違法定程序，而把案件交到高等法院審理。高等法院於次年10月21日作出判決，判定《中大學生報》和《明報》勝訴，撤回暫定評級，且毋須重新評級。中大校方亦在相討後決定不對任何涉事人士進行處分，不過在高等法院作出判決後仍拒撤回對編委發出的警告信。

## 事件背景
《中大學生報》是一份面向香港中文大學學生的刊物。它於2006年12月增設了情色版，內容圍繞各種性議題，包括性故事、性觀念調查、性信箱等內容。
自1987年起，香港便實施了《淫褻及不雅物品管制條例》，規管「內容屬於或含有淫褻或不雅資料（包括暴力、腐化或可厭的資料）的物品」，而當中有關淫褻或不雅物品的裁定則交由審裁委員小組（包括一名裁判官及兩名或以上的審裁委員）依據「社會人士普遍接受的道德禮敎標準」等因素而決定。首次裁定後會為相關物品暫定類別，並給予5天時間讓遞交者提出覆核請求。被評為不雅的物品不能夠發布予18歲以下的人，並在發佈予18歲以上的人時受到一定限制；被評為淫褻的物品則不能發佈給任何人。而按法例，不論是否知道某物品是否不雅的，只要某人確實發佈此類物品予18歲以下的人，即屬違法。

## 報章報導
2007年5月6日，《星島日報》、《東方日報》、《明報》因接獲中大神學院學生黃達威、馮子釗的投訴，而在次日的報章上指摘《中大學生報》「情色版」的內容不道德及過分露骨，並藉此抨擊當今大學的道德教育。但是中大代表會或《中大學生報》均沒有在事前收到投訴。5月8日各大媒體也開始聚焦於是次事件，並把焦點放在有關幻想進行近親性行為及人獸交的問卷。

### 爭議內容
《星島日報》等報章起初批評情色版內的性故事及問卷問題，指描述女性性幻想的內容不道德。隨後的報章焦點放在2007年2月號的問卷問題上。
2007年2月號的問卷包含了14條有關性的問題，包括自慰時的性幻想、性交時的感受。當中又以有關近親性行為及人獸交的問題最為掀起輿論，因為這觸及到社會對性的禁忌。其問及：「你是否曾幻想跟爸爸媽媽兄弟姐妹做愛？（小時候或是現在的幻想也行！）」、（承上）「你有沒有偷看過他們洗澡、更衣、自慰、做愛？」、「你最想跟什麼動物做愛？」，相關調查結果在3月號上刊登。2月號的執行編輯吳嘉倫表示，該些題目由「編輯們共同構思，期望藉此了解學生對哪類性問題最感興趣」，此外其回應了性信箱的回答缺乏學術權威的批評，指性不一定只有專業人士才能分析。

## 輿論擴大
在5月7日，亦即首批報導刊出的當天，影視及娛樂事務管理處便接獲了首宗有關投訴，到了次日便累計收到了7宗投诉，並決定送檢。相關數字後於5月15日擴至116宗。首幾天的輿論偏向對《中大學生報》的相關內容進行批評，比如期間曾有53名學生聯署，要求《中大學生報》向全體師生公開道歉，並要求退還自身付給《中大學生報》以支持其營運的款項。
校方在5月7日當天已發表聲明，表示「校方要求學生具有高尚的品格和道德操守……絕不容許學生以不雅及色情的方式出版刊物」。次日《中大學生報》推出第一份號外及一項聲明《無懼污名　重尋真性》，於聲明中指：「創設情色版的用意，在於批判現今社會單線、扭曲的情慾想像，營造開闊討論性與慾望的空間，與本報傳統一脈相承。」不過在5月9日，300份号外被人破坏及棄於回收箱，而各大報章亦以《中大學生報》編委拒絕道歉為題進行大篇幅報導。同日《東方日報》引述淫褻及不雅物品審裁員協會主席葉興國的言論，指情色版很大機會被評「不雅」。

### 召開裁決小組
校方在5月10日召開了有關是次事件的裁決小組，成員包括四名教授及一名學生，並邀請了《中大學生報》時任及前任總編輯前往出席。而學生報編委方面因校方拒絕「希望所有幹事皆出席是次裁決小組」的要求，故決定杯葛之，並在行政樓門外示威。裁決小組的結論指情色版「超出社會可以接受的道德底線，內容不雅及令人不安」，於是交由紀律委員會處理。

### 首次論壇
中大學生報編委同日於中大校園烽火台舉行了首次論壇「性，我們如何表述」，邀請了梁碧琪、曹文傑、黃慧貞等較為開明的學者於論壇上發言，此外亦有觀眾提問環節。不過獲邀的校方、明光社、教協皆未有出席。明光社稱在5月9日才得知受邀名單上只有自方為反對立場，故質疑學生的動機只是想找立場相近的人支持自己，缺乏誠意，因此拒絕出席。
編委在論壇上重申聲明的立場：「情色版的用意……在於批判現今社會單線、扭曲的情慾想像」，並指責校方、坊間、淫審處的處理手法不當，仍為未審先判，對性學的討論進行禁制。此外其還認為校方的紀律委員會人選程序不透明。他們也連同在席的學者一起批評香港传媒為雙重標準——只許在自身報刊刊登情色内容，卻不許學生報同樣刊登之。編委也表示若他們被起訴，他們必上訴。他們及後回應了其內容及先前有主持在電台上問「你最想非禮哪位女藝人」之區別，指前者為開放式問題，後者為指名道姓地發問。其後有觀眾以英語問道學生報編委會不會為此道歉。編委則指因他們沒做錯任何事，所以不會道歉。
論壇完畢後，中大校園電台亦有錄音重溫供公眾下載。另外，網友亦把當天論壇的視像片段上載於YouTube。

### 校方警告
在首次論壇臨近尾聲的時候，香港中文大學教務會署理教務長吳樹培對現屆及上屆編輯委員會全體成員發出12封警告信，指全體成員須對此負上責任，命令學生停止出版《中大學生報》，並稱有關內容超越了社會的道德底線，有損學校聲譽。此外教務會學生紀律委員會主席馬麗莊也發出警告信，在信中表明會考慮對有關學生進行處分。《中大學生報》批評指紀律委員會在開展聆訊前，編委就已收到校方警告信，仍為「未審先罰」。中大校長劉遵義在12日首度指責《中大學生報》，稱其已影響「中大聲譽及形象」，並表示希望學生能夠反省其行為。
之後的《中大學生報》5月號只是延遲至月底才出版，並非按校方要求停止出版。而5月號的情色版有3頁，內容包括解答性疑難的「Stephy信箱」、情色小說。

### 送往評審
《中大學生報》同於5月10日送往淫審處進行評審。在1-2日後初步評為「不雅」。總編輯曾昭偉批評淫審處的一般做法是審閱整份報刊後才評級，但在審閲《中大學生報》時，淫審處審裁委員只閲覽情色版便進行評級，故要求其重評《中大學生報》。但葉興國及淫審處審裁員張民炳皆反駁指他們在審閱時只需閲覽被投訴的內容即可評級，毋需閲過整份報刊。

### 輿論轉向
隨後的半個月社會開始出現支持《中大學生報》或是批評校方做法的聲音，不過保守宗教人士及學生報批判人士仍聯合起來，形成了反《中大學生報》的聲音。
國際特赦組織香港分會、大學師生監察無良企業行動、自治八樓、中大校友關注組、香港專上學生聯會、民間人權陣線等分別發表了聲明，於當中聲援《中大學生報》，指校方做法違反學術自由或出版自由。此外中大內各科系、民間、多名歷屆《學生報》編輯也分別發起了聯署聲明，聲援《中大學生報》。
國際特赦組織香港分會的聲明表明，出版自由是民主開放社會的基石，並列出了國際及香港相關人權法對出版自由賦予人之保障。呼籲為免危害公眾行使此等權利的自由，促請中大收回對《中大學生報》所發出的裁決。學界當中也有發起聲援《中大學生報》的聯署運動，其由一眾「大專老師、職員、研究生、學生」發起，於當中表達對學術和言論空間收緊的擔憂，質疑「審裁處的公正和客觀性」，並表示大學中很多學科皆涉及到「具爭議的題目」。
另外，中大校園電台亦於同日發表聲明，表明支持學生繼續改進，批評傳媒報道手法的不當，和促請審裁處通過公開聆訊，在公平、公開的平台上，公允地作出裁決。香港專上學生聯會連同六所大學學生會發表「喚醒社會良知　捍衛學術自由」之聲明支持《中大學生報》情色版的理念，認為審裁處的決定阻礙言論自由及學術自由。並促請律政司在學術自由的前提下免其刑責，和要求中大撤回對學生處分。
反對聲音方面，則有名為「勇於認錯　重新改過──請《中大學生報》編委迷途知返」的網上聯署運動。直至香港時間16日下午1時，已有4497人簽署，包括中大學生和校友1141人，公衆人士2533人。聲明表示嚴正要求學生報編委會成員「向中大師生及校友公開道歉，並暫停刊出情色版，召開中大學生全民大會，全面諮詢同學對此次事件的意見」，並「特別應該虛心聆聽一些反對者的論點和感受」。《基督新報》、《星島日報》於5月16日，及《大公報》於翌日亦刊載了另一群署名「真正弱勢的香港市民、以及中大學生」的全版公開信，其聲明為“狠批『情色版』低級猥褻，文過飾非，以及編委以言論自由混淆視聽”，並以內容欠學術價值、格調低俗等理由反對之。《基督新報》總幹事林紫玲認為，學生不明白禁忌和道德的設立是為了保護弱小的人，實有存在必要。

### 二次論壇

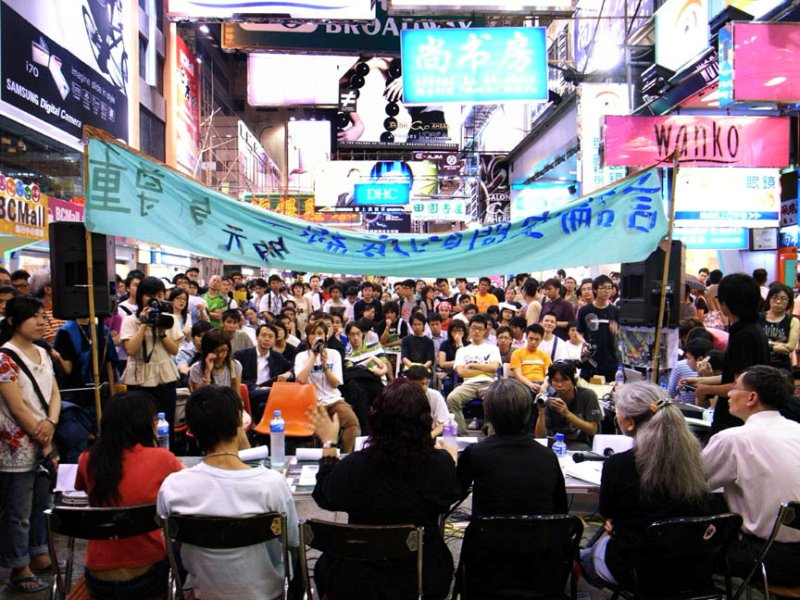
旺角西洋菜街論壇現場

第二次論壇在5月12日晚上於旺角西洋菜街舉行，名為「言論空間的底線─多元與尊重」，約有300名正反方人士出席，包括學者及市民。獲邀的教協及明光社再次拒絕出席。
《中大學生報》的財務李雅庄於論壇上承認在是次事件的處理上有不足之處，且情色版內容應能更深化、更深入地論性。她就此上述兩點公眾致歉。但仍連同曾昭偉一起堅持該調查的理念及宗旨是正確的。此外曾昭偉在論壇上對家人的體諒表示感激。學生報編委亦指傳媒報導偏頗失實，己方受到保守勢力所打壓，相關處理使全體成員皆感受到龐大壓力。場內不少人士支持學生，但也有反對人士出席。

### 出席其他論壇
《中大學生報》編輯陳玉峰亦於5月13日出席了香港電台舉辦的《城市論壇》，議題為「大學生論性，自由、責任怎因應？」。當日出席嘉賓包括香港教育政策關注社主席張民炳、教育評議會副主席何漢權、香港性學會主席李偉儀，而台下觀眾亦有踴躍發言。當天討論範圍包括大學生在討論敏感議題時應注意的事項、校方處理手法、言論自由等。張民炳表示淫審處委員來自不同階層，看法亦各異，不會因早前評論而影響決定，但仍表示自己不希望學生因相關內容而受到校方處罰；何漢權指學生設立情色版本意良好，但認為他們應反思為何坊間人士會這麼不滿其內容；李偉儀則質疑校方及淫審處皆為未審先判。
曾昭偉則於事件開始的三星期後出席在互動電視歡樂健康台上直播的論壇節目《有話直說》，當日出席嘉賓有吳敏倫及陳士齊，亦有觀眾來電環節。吳敏倫在節目上指外國也不至於略提一下人獸交及近親性行為就會引起那麼大反應，但仍評論指《中大學生報》能在情色版的內容上做得更好一些。而陳士齊則表示香港人過分追求一個純潔的社會，但社會愈是壓抑就愈反彈。並表示社會性教育貧乏，人們只能從色情物品中獲取相關資訊，故若有人認真討論性便會被批下流。

### 被評不雅
淫審處在5月15日暫定《中大學生報》2、3月號及網上版1、2月號為「不雅」。《明報》後於5月21日報導指其邀請了8位現任審裁員為《中大學生報》評級，結果7名審裁員皆評其為「非淫褻亦非不雅」的第一級，只有明光社總幹事蔡志森評其為「不雅」，且先前有質疑稱投訴人的背景與明光社有關，故不少網民指責明光社控制了淫審處的審核過程，譏諷其為「道德塔利班」。而與明光社關係密切的香港性文化學會主席關啟文發文回應指，其反對世俗主義霸權之餘，亦反對神權社會。香港性文化學會的聲明表示期望社會包容基督徒的意見。明光社則稱其在報章報導前不知道有關內容。《明報》也因在5月13日的〈星期日生活〉中引用《中大學生報》情色版作討論，而於5月22日暫評「不雅」。

#### 相關抗議
上述裁決使得網民發起各種抗議行動，包括投訴《聖經》、《美女與野獸》、高行健的《靈山》、回教經典《古蘭經》，中國文學四大奇書之一的《金瓶梅》為「不雅」或「血腥」，當中又以投訴《聖經》的為最多。在報章主持性信箱專欄的李偉儀分析指，該些行動的目的在於揭露淫審處的「雙重標準」。而有關經典著作的投訴全都不獲影視處受理。此外也有三份報章的風月版受到多宗投訴，結果都被評為「非淫褻亦非不雅」的第一級。
自5月15日起，影視處收到多宗有關《聖經》內容淫褻及不雅的投訴，截至17日傍晚已有2,000多宗投訴。這與網民不滿淫審處的做法有關。而投訴《聖經》的行動是緊隨著《中大學生報》被評為二級不雅物品而發生，召集人亦多次引用《中大學生報》為對比對象。英國傳媒Scotsman.com及美國傳媒福克斯新聞頻道於5月16日轉載有關報道。
《中大學生報》編委會於5月17日表示，他們並無參與是次行動，對此亦不知情。

#### 與副校長會面
5月17日，《中大學生報》編委與中大副校長鄭振耀會面，相討有關跟進工作。鄭振耀指校方發出警告信的目的在於警告學生不要再在報章上刊登「不雅的內容」，而不是為了限制出版自由，並指校方不會為上訴提供資助。針對此一回應，學聯表示若事件進入了法律程序，將會發起籌款，協助學生應付訴訟開支；中大校友关注大学发展小组也於早前回應「不雅」的評級時表明，會舉辦籌款以應付訴訟費用。同日大學紀律委員會因得悉《中大學生報》的評級「涉及司法程序」，而決定暫緩處分程序。

#### 提出覆核要求
《中大學生報》於次日向東區法院提出覆核要求，《明報》在暫評不雅後也提出之，相關聆訊在7月6日展開，之後因代表中大學生報的律師沈士文指出處方沒按程序指明「不雅」部分，而交到高等法院審理。

## 結案

### 校方結案
校方在2008年3月12日的會議上結論道，由於負責2007年2月和3月號《中大學生報》的總編輯唐世豪已於07-08年度的第一學期因其他原因退學，故此無權對其作任何處分。4月號的總編輯曾昭偉亦在校方討論後決定不作任何處分。

### 司法覆核
高等法院法官林文瀚最終在2008年10月21日作出判決，指淫審處在程序上沒按法律要求指明《中大學生報》有問題的部份，只籠統地說圖片和文字「不雅」；此外亦指《中大學生報》和《明報》是不同元素的組合，當中不同元素的效果和目的存有不同，不能夠視為一個整體去評級，於是他質疑淫審處沒考慮「整體上的顯著效果」和物品「是否具有真正的目的」。基於上述理由，他於最終判《中大學生報》及《明報》勝訴，撤回暫定評級，且毋須重新評級。《中大學生報》的代表及《明報》皆对裁決表示欢迎。而在高院判決後，校方仍拒撤回對《中大學生報》編委發出的警告信。

## 後續影響

### 文化
部分報章的風月版在是次事件後刊登頻率出現減少，甚在星期天及公眾假期等日子完全休版。另外在性信箱的讀者來信選擇上也因害怕超越社會人士的尺度而出現自我審查的情況。一些第37屆《中大學生報》編委在是次事件中因不敵壓力而不再進行編輯工作，應付事件本身亦消耗了餘下編委們的時間及精力，繼令出版工作受到影響——上述兩點皆使得該屆編委與後繼編委的交接工作出現不完善的情況。
此一事件也促使了網民諷刺和惡搞《聖經》，由網名為「奧賣葛」的人士所創或經營的網站及Facebook專頁「令人戰慄的聖經」便是應運而生的例子之一，此網站亦有在投訴《聖經》行動中參與；Facebook專頁後因批判範圍漸漸涵蓋其他信仰，故改名為「令人戰慄的信仰」，由眾網民合力獨立經營。

### 政府
申訴專員公署就該宗事件引起社會廣泛關注而開始介入，經過六個月的調查後雖指影視及娛樂事務處的標準並非「雙重標準」，但仍批評影視處職員的入職要求以及評審機制未達至標準。此外香港政府也受到此事件及陳冠希帶來的制度質疑所推動，而擧行過兩次公眾諮詢，並於2008年10月3日推出《淫褻及不雅物品管制條例》的檢討文件。之後雖在2015年提出了修例提議，但截至2019年5月，港府仍未向立法會提交修例草案。

## 相關連結
- 中大學生報 官方網址（页面存档备份，存于）

### 刊物
- 中大師生校友公眾人士聯署聲明
- 36屆莊「雜草」（页面存档备份，存于） 37屆莊「拾遺」(07-08)（页面存档备份，存于）
- 香港中文大學學務及素質組給《中大學生報》出版委員會的信：致其中一位編委成員（页面存档备份，存于）（2007年5月10日）致全體編委（页面存档备份，存于）（2007年5月10日）

### 網站
- 中大學生報 - 情色版爭議討論 (blogspot.com)（页面存档备份，存于）
- CUHK Alumni Concern Group
- 香港中文大學學生報情色版事件專題

### 法例
- 香港《淫褻及不雅物品管制條例》全文（页面存档备份，存于） 香港律政司官方網站：雙語法例資料系統